# Oriente Próximo
Oriente Próximo, también denominado Próximo Oriente, Cercano Oriente u Oriente Cercano, es una expresión utilizada para referirse a una región geográfica de contornos imprecisos, ubicada en el suroeste de Asia y noreste de África, caracterizada por encontrarse cerca de Europa, donde se originó. La denominación lleva implícito un sesgo geográfico. Naciones Unidas utiliza denominaciones con un alcance similar pero sin sesgo, como Asia Occidental. Se considera con frecuencia sinónimo de Oriente Medio por influencia anglófona, un término que algunas fuentes consideran que debe evitarse en español. Sus límites varían según su uso, pero en su sentido más común y tradicional incluye a Arabia Saudí, Armenia, Azerbaiyán, Baréin, Catar, Chipre, Egipto, Emiratos Árabes Unidos, Georgia, Irak, Irán, Israel, Jordania, Kuwait, Líbano, Omán, Palestina, Siria, Turquía y Yemen. Oriente Próximo es la región histórica donde aparece primero la agricultura, el pastoreo, la civilización y la escritura, lo que se ha dado en llamar el «Antiguo Oriente Próximo». Los naturales de esta región son denominados «proximoorientales» o mediante la grafía simplificada: «proximorientales».

## Delimitación

Mapa topográfico del Antiguo Oriente Próximo.

El concepto sobre «Oriente Próximo» difiere en origen al del llamado «Oriente Medio», aunque se usa con cierta frecuencia como sinónimo de este por influencia anglosajona, ya que en inglés hay gran ambigüedad entre sus respectivos homólogos Near East y Middle East.
Por otro lado, la RAE distingue entre Oriente Próximo (Líbano, Israel, Turquía, Jordania, Siria, Irak, Irán y la península arábiga), Oriente Medio (Afganistán, Pakistán, India y países relacionados) y Extremo Oriente (China, Sureste Asiático y otros).
«Oriente Próximo» es una denominación más clara y específica que «Oriente Medio» debido a que esta última, traducida directamente del inglés Middle East, tiene diferentes conceptos y delimitaciones que a veces abarcan más regiones de lo que se conoce como Oriente Próximo propiamente dicho. Por esta razón,  internacionalmente, el término Oriente Medio ha devenido en confusión. En los gobiernos hispanoamericanos y en el Ministerio de Asuntos Exteriores español se usa «Oriente Medio» para referirse a la región del sudoeste de Asia; en cambio, los manuales de estilo de El País, ABC, EFE y otros desaconsejan usar este término y prefieren para el caso «Oriente próximo», aunque en la práctica informativa se usan indistintamente ambos vocablos.La ambigüedad entre Próximo Oriente y Medio Oriente no se restringe al inglés y español y se repite en el francés, alemán, italiano, portugués, sueco, un poco menos en las lenguas eslavas y en general sucede a nivel mundial, incluso en las lenguas del propio Oriente Próximo.
Históricamente, se empezó a usar la denominación Oriente Medio en todo el mundo occidental desde la segunda mitad del siglo XIX como una referencia a la región situada entre Arabia y la India. Durante la Segunda Guerra Mundial incluyó frecuentemente al África septentrional y luego adquirió notoriedad en el conflicto árabe-israelí, desarrollándose la ambigüedad entre Próximo Oriente y Medio Oriente.

### Historia del término

El Imperio otomano hacia 1900. Llegó a considerarse entonces como equivalente a la región del Oriente Próximo.

El vocablo se aplicaba originalmente a la extensión máxima del Imperio otomano, que había crecido grandemente hasta la Gran Guerra Turca de fines del siglo XVII, guerra que terminó con la Paz de Karlowitz el 26 de junio de 1699. Esta guerra determinó que Austria, Hungría y Polonia se librasen de caer dentro del Imperio otomano. La relación conflictiva de las minorías cristianas en el Imperio otomano, especialmente en los Balcanes, se conoció como la «Cuestión Oriental», pues todas estas regiones eran anteriormente conocidas genéricamente como «Oriente».
La locución Oriente Próximo es un «eurocentrismo» ya que describe un lugar con relación a su distancia de Europa. La expresión «Oriente Medio», sin embargo, es un «centrismo americano» ya que describe a ese mismo lugar con relación a su distancia de América. Alrededor de la mitad del siglo XIX se comenzó a usar «Cercano Oriente» para describir la parte de Asia cercana a Europa. La locución «Lejano Oriente» apareció simultáneamente para referirse al extremo oriental de Asia. Ya en la época del Imperio romano era común usar formas como «Hispania cercana» e «Hispania lejana».
Al principio, Cercano Oriente y Lejano Oriente eran muy ambiguos. En la guerra de Crimea el Imperio ruso quería expandirse a costa del Imperio otomano, por lo que la administración del Imperio británico comenzó la promulgación de un nuevo significado, dando sentido regional específico al Cercano Oriente (The Near East) para referirse al Imperio otomano y el Lejano Oriente (The Far East) para las Indias Orientales, las cuales eran también un punto importante de expansión europea. Esto y la influencia del Times hicieron que expresiones como el «Levante» y las «Indias Orientales» dejaran de ser populares; en cambio, hacia 1902 escribir Oriente Próximo era muy popular.
La expresión «Oriente Próximo» también se utilizó para referirse a los Balcanes durante la época de dominación turca. Fue común en las relaciones diplomáticas y académicamente en la investigación arqueológica.[cita requerida]
Actualmente el vocablo Asia occidental (o sudoccidental) está ganando cada vez más aceptación en el mundo académico para definir esta región.[cita requerida] A partir de la II Guerra Mundial el término más usado es Oriente Medio, aunque en la actualidad muchos manuales desaconsejan su uso.

## Historia

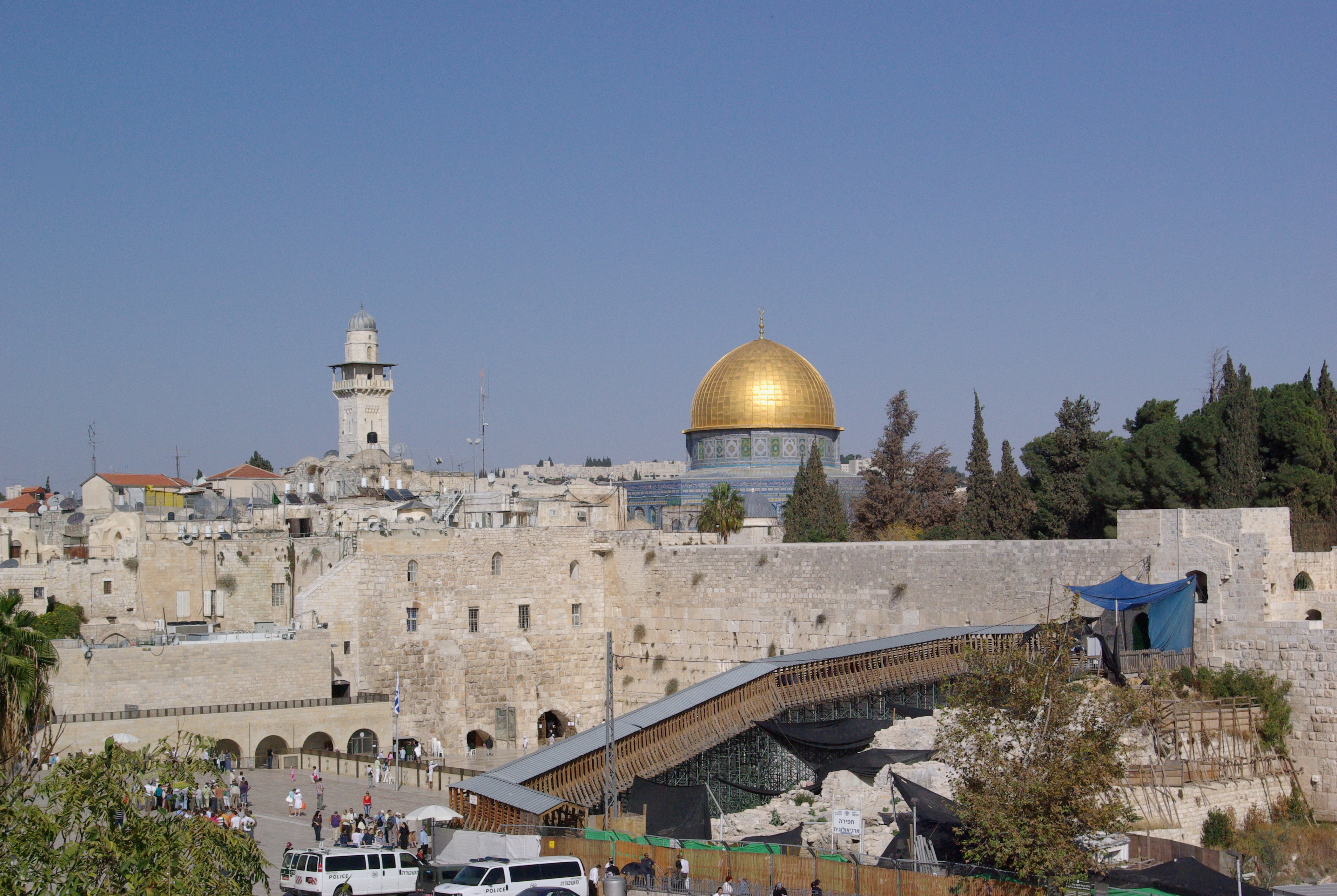
El Monte del Templo de Jerusalén.

El Oriente Próximo se localiza en la unión de Eurasia y África, entre el mar Mediterráneo y el océano Índico. La región fue el centro espiritual de la Iglesia ortodoxa, del islam, del judaísmo, del yazidismo, del mitraísmo, del zoroastrismo, del maniqueísmo y de la fe bahaí.
A lo largo de su historia, el Oriente Próximo ha sido centro de asuntos de importancia mundial en los ámbitos estratégico, económico, político, cultural y religioso. Esta región es la cuna de la civilización, del desarrollo neolítico, de la Edad de los Metales, de la agricultura, de la domesticación de animales (ganadería) y de la escritura.
La historia moderna del Oriente Próximo comenzó después de la Primera Guerra Mundial, cuando los Aliados vencieron al Imperio otomano y a sus aliados y el Imperio fue dividido en varios países. Otros eventos decisivos en esta transformación fueron el establecimiento de Israel en 1948 y el declive de las potencias europeas como Reino Unido y Francia, que fueron parcialmente suplantadas en influencia por las superpotencias Estados Unidos y la Unión Soviética.
En el siglo XX, la considerable reserva de petróleo en la región le confirió una nueva importancia estratégica y económica. La extracción masiva de petróleo comenzó alrededor de 1945 en Arabia Saudita, Irán, Kuwait, Irak y los Emiratos Árabes Unidos. Las reservas estratégicas de petróleo, especialmente en Arabia Saudita e Irán, son de las mayores del mundo y la OPEP está dominada por los países de Oriente Próximo.
Durante la Guerra Fría, el Oriente Próximo fue escenario de la lucha ideológica entre las dos superpotencias, Estados Unidos y la Unión Soviética, que competían por influencia y aliados.
Desde el final de la Segunda Guerra Mundial, la región ha tenido periodos de relativa paz y tolerancia, interrumpidos con conflictos y guerras como el conflicto árabe-israelí, la guerra Irán-Irak, la guerra del Golfo y la guerra de Irak.
La economía del Cercano Oriente en Egipto era muy complicada porque su base era la agricultura, esta dependía del Río Nilo, cada vez que este inundaba al imperio egipcio se lograba cosechar, su calendario estaba organizado sobre la base de esto, era la siembra, luego la inundación y por último la cosecha.
En todo el Cercano Oriente la base de la economía, después de la neolitización, era la domesticación de ganado, la agricultura y todos los trabajos que lograban hacer con los metales.

## Organización del territorio

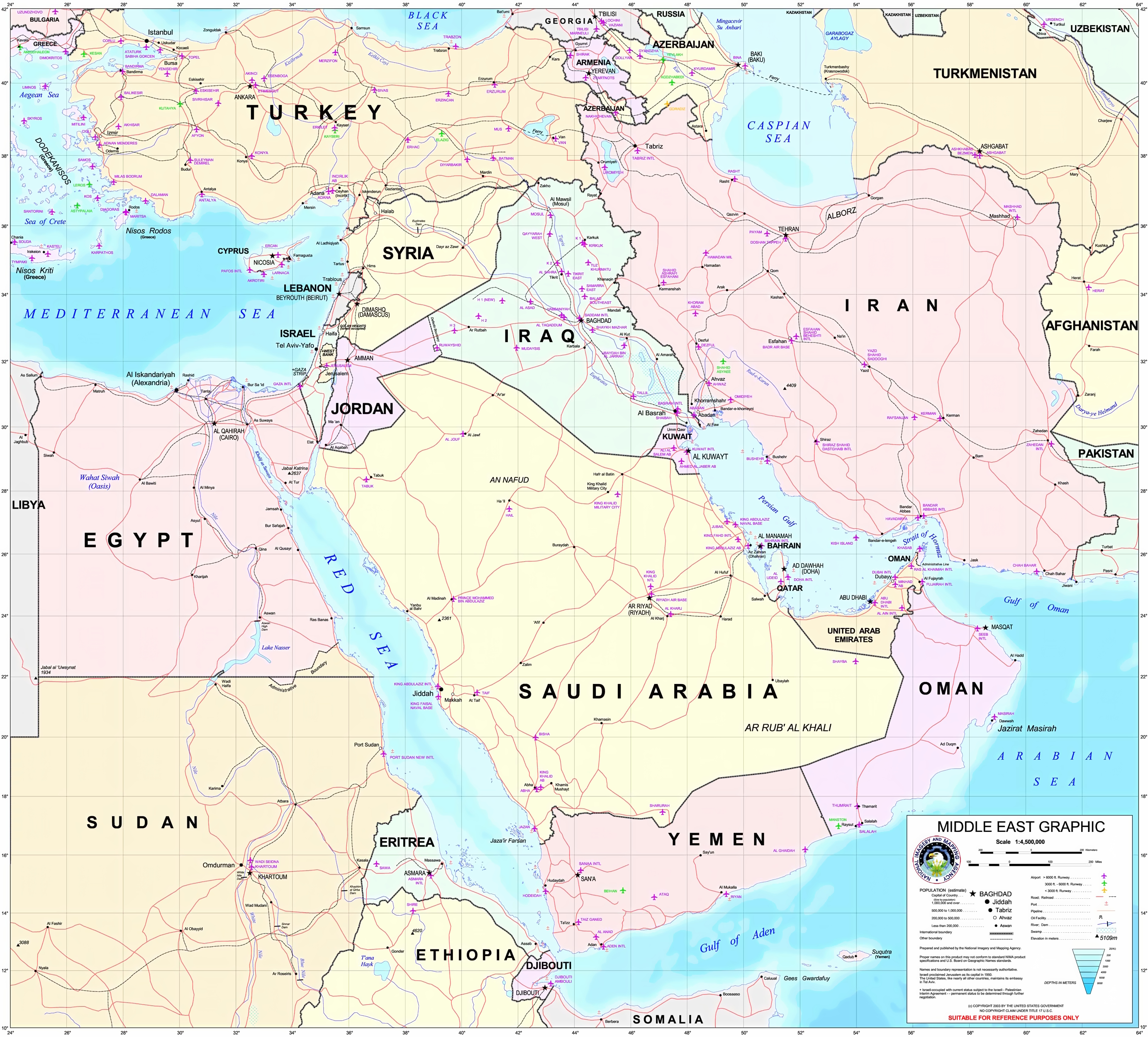
Mapa con la división política actual del Oriente Próximo.

Generalmente, las expresiones «Oriente Próximo» (para los europeos continentales) y «Oriente Medio» (para los anglosajones) hacen referencia al conjunto formado por los siguientes países y territorios: Baréin, Irán, Irak, Israel, Jordania, Kuwait, Líbano, Omán, Catar, Arabia Saudita, Siria, Emiratos Árabes Unidos, Yemen y los territorios controlados por la Autoridad Nacional Palestina (la Franja de Gaza y parte de Cisjordania).
También ocurre con Turquía y Chipre, aunque el primero aspira a ser parte de la Unión Europea. Por otro lado, Afganistán, Pakistán, los países del norte de África, Sudán y Somalia, están frecuentemente relacionados con Oriente Próximo debido a la fuerte relación cultural e histórica, si bien no pertenecen a esa región; por lo que los europeos suelen mencionarlos como parte de Oriente Próximo, los medios de comunicación anglosajones en general como parte del Oriente Medio y el gobierno de EE. UU. en particular como el Gran Oriente Medio.

## Geografía

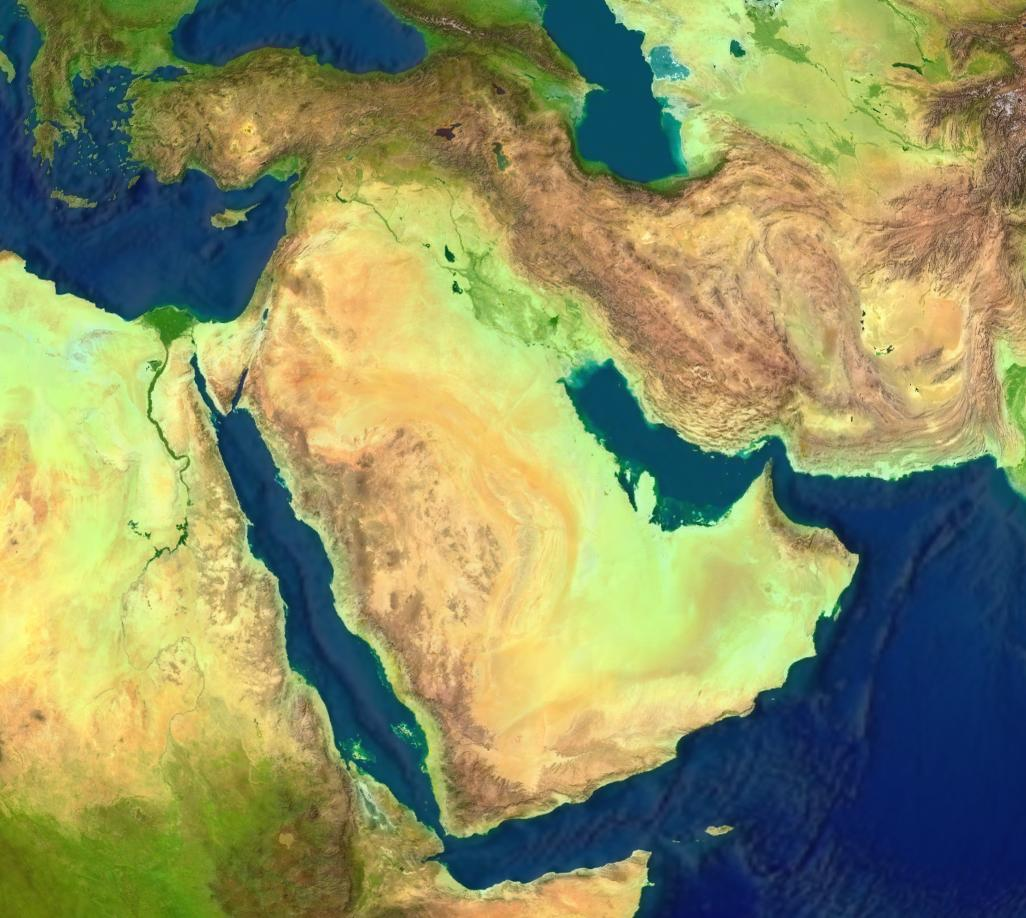
Foto satelital de Oriente Próximo

La locución «Oriente Próximo» (para los europeos continentales) u «Oriente Medio» (para los anglosajones) sirve para nombrar un área geográfica, pero no tiene fronteras precisas. La definición (arbitraria) más común incluye a: Baréin, Egipto, Irán, Irak, Israel, Jordania, Kuwait, Líbano, Omán, Catar, Arabia Saudí, Siria, Turquía, los Emiratos Árabes Unidos, Yemen y los territorios palestinos.
Egipto y su península del Sinaí, en Asia, suele considerarse parte del Oriente Próximo, aunque la mayor parte del territorio geográficamente esté en África del Norte. Se llama «norteafricanas» (o norafricanas) a las naciones del norte de África sin lazos con Asia, como Libia, Túnez y Argelia, contraponiéndolas al Oriente Próximo (Egipto incluido). Sin embargo, pueden ser consideradas parte del Oriente Próximo. Somalia, un país islámico de África Oriental, es, como Pakistán, también considerada según los europeos como parte de Oriente Próximo; o, según los anglosajones en general, como parte de Oriente Medio; o, según EE. UU. en particular, como parte del «Gran Oriente Medio». Otros países que ocasionalmente se incluyen en la definición son los de la región meridional del Cáucaso (Azerbaiyán, Armenia y Georgia), Chipre y el norte de África.
El Oriente Próximo tiene fundamentalmente tierras áridas y semiáridas, con algunos pastizales y desiertos. La reserva y el suministro de agua constituyen un problema en varias zonas de Oriente Próximo, ya que el rápido incremento de la población hace aumentar la demanda, dificultada por la salinidad y la contaminación. Los grandes ríos, incluido el Nilo y el Éufrates, proveen la irrigación necesaria para sostener las actividades agrícolas.
Esta región alberga el creciente fértil, que abarca parte de los territorios del Antiguo Egipto, el Levante y Mesopotamia, donde se considera que empezó la revolución neolítica en Occidente.

### Geología
Tres grandes placas tectónicas convergen en Oriente Próximo, la placa africana, la placa euroasiática y la placa arábiga. Los límites entre placas pasan por la cadena Azores-Gibraltar y se extienden a través de África del Norte (¿Egipto se incluye en África del Norte, por geología; o en Oriente Próximo, por política?), el mar Rojo e Irán.
La placa arábiga se está moviendo hacia el norte, en dirección a la placa anatólica (Turquía) y a la Falla Anatólica Oriental. El límite entre las placas Egea y Anatólica (en Turquía oriental) es también una zona sísmicamente activa.

### Topografía

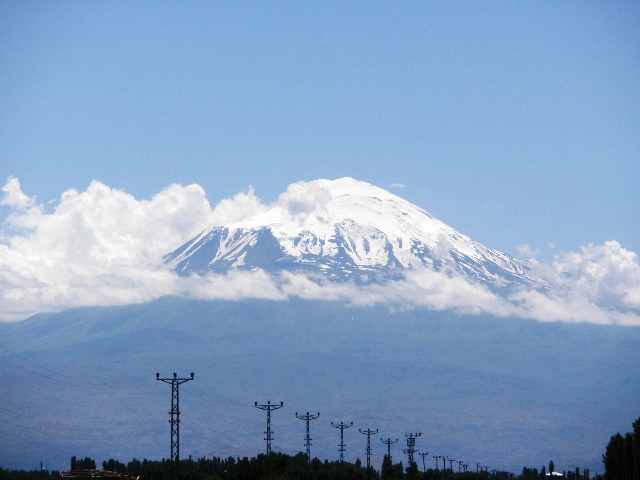
El Monte Ararat de Turquía

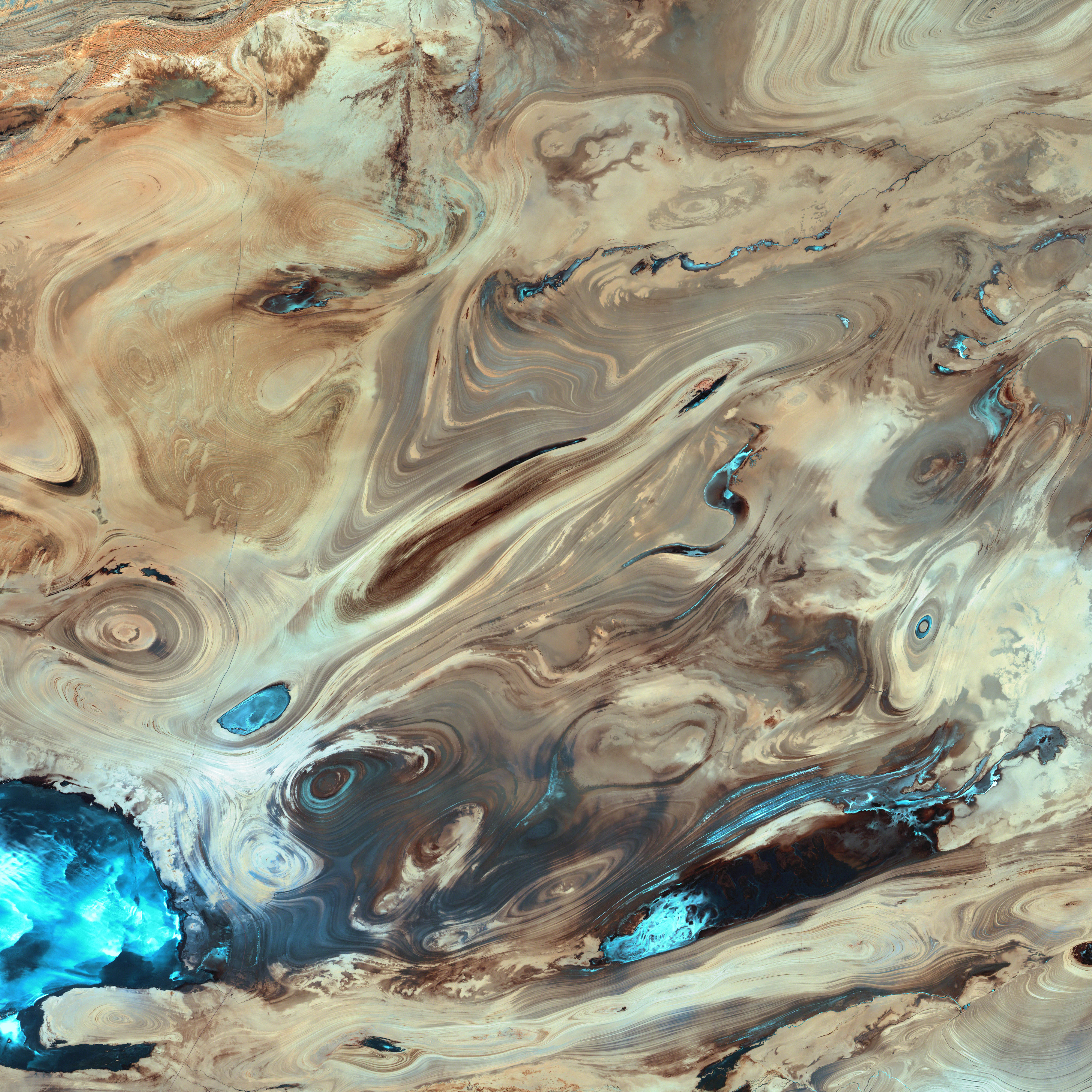
Dasht-e Kavir el gran desierto de sal de Irán

El Oriente Próximo tiene principalmente áreas de relieve bajo, aunque algunas zonas de Turquía, Irán y Yemen son muy montañosas. La Anatolia se encuentra entre dos cadenas montañosas: Pontus y Taurus. El Monte Ararat, en Turquía, tiene una altura de 5.165 metros, y el más alto en la región, Monte Damavand, en las Montañas Elburz de Irán, tiene una altura de 5.610 metros. Los Montes Zagros se encuentran en Irán, en el área de su frontera con Irak. En varias regiones de Yemen las elevaciones sobrepasan los 3.700 metros, y las tierras elevadas se extienden a lo largo del mar Rojo hacia el Líbano.
El centro de Irán se divide en dos cuencas con ocasionales lagos de sal. Al norte el Dasht-e Kavir («llanura desértica» en persa) y al sur el Dasht-e Lut.
Además, hay una falla geológica a lo largo del Mar Rojo, con zonas rift que crean depresiones estructurales con áreas por debajo del nivel del mar. El mar Muerto, localizado en el límite entre Cisjordania, Israel y Jordania, está a 418 metros bajo el nivel del mar, lo cual lo convierte en el punto más bajo de la superficie terrestre.

### Recursos hídricos
Grandes mantos acuíferos proveen agua a vastas porciones del Oriente Próximo. En Arabia Saudita, hay dos, del Palaeozoico y del Triásico, cuyos orígenes se localizan bajo las montañas Jabal Tuwayq y en el área al oeste del mar Rojo. Mantos del Cretácico y Eoceno se localizan bajo grandes zonas del centro y este de Arabia Saudita, incluyendo Wasia y Biyadh que tienen grandes cantidades tanto de agua salada como dulce.
El manto acuífero de Nubia, localizado al oriente del Sahara, consta de una red de líneas subterráneas que abarca extensas zonas del norte de África. El proyecto del Gran Río Artificial en Libia utiliza una extensa red de tuberías de distribución que transportan el agua desde el Manto acuífero hasta los centros de población.

## Demografía
Oriente Próximo alberga numerosos grupos étnicos, entre ellos: amharas, árabes, armenios, egipcios, bereberes, africanos, asirios, drusos, griegos, judíos, arameos, kurdos, maronitas, persas, turcos, etc.

### Religión
Oriente Próximo es también un crisol de religiones: Predomina el islam divididos en musulmanes chiitas y sunnitas, también practicantes de la fe bahaí (actualmente perseguida), zoroastrismo, judaísmo y cristianismo.
Medina y La Meca, las dos ciudades sagradas del islam, se encuentran en Arabia. Dado que los musulmanes deben peregrinar a La Meca al menos una vez en su vida, cada año llegan miles de musulmanes de todo el mundo.

### Idiomas
Los idiomas hablados en Oriente Próximo provienen de distintas familias lingüísticas, incluyendo la indoeuropea, la afroasiática y las lenguas túrquicas. Sin embargo, el árabe en sus numerosas variantes, el persa o farsi y el turco son los más hablados en la región.
Otras lenguas habladas en Oriente Próximo son: el kurdo, el azerí, el georgiano, el hebreo, el armenio, el arameo, el siríaco (dialecto del arameo), el baluchistaní (balochi o baluchi), las lenguas bereberes, las caucásicas, las lenguas túrquicas, el griego y el urdu.
Hay idiomas alóctonos que son también ampliamente utilizados en distintas partes de esta región:
- el inglés, sobre todo entre la clase media y alta en Egipto, Jordania, Israel, Irak y Kuwait.[18][19]
- el francés se habla en Argelia, Israel, Líbano, Marruecos y Siria.
- el ladino o judeoespañol se habla en Israel y Turquía.
- el urdu, el hindi y otras lenguas del sur de Asia se hablan en ciertos países de Oriente Próximo, como Emiratos Árabes, Israel y Catar, que tienen gran número de inmigrantes sudasiáticos.

## Economía
La economía en Oriente Próximo oscila entre los países más pobres de la región (como Yemen) hasta las naciones más desarrolladas (como Irán y Arabia Saudita). En 2007, según datos de la CIA, se ha mantenido una tasa positiva de crecimiento, ya que contiene las mayores reservas de petróleo del mundo. Los tres países con mayor PIB en 2006 son: Catar (36.632 dólares), Emiratos Árabes Unidos (34.109 dólares) y Kuwait (20.886 dólares).
Oriente Próximo es muy desigual. En 2016, el 10 % más rico de la población posee 63 % del ingreso nacional.
La estructura económica de los países de Oriente Próximo son diferentes en el sentido que mientras algunas naciones son sólo dependientes de exportar petróleo y sus derivados (Arabia Saudita, EAU y Kuwait), otros tienen una gran base económica (Turquía y Egipto).
Las actividades económicas de Oriente Próximo son: petróleo y sus derivados, la agricultura, el cultivo de algodón, la industria textil, la elaboración de productos hechos de cuero, fabricación de equipamiento bélico (armas, municiones, tanques, submarinos, misiles).
La actividad bancaria es también un sector importante de la economía, especialmente en los EAU y Baréin. El turismo, con la excepción de Turquía y Egipto, no está explotado en su totalidad.
En los últimos años, los países han empezado a tener un gran número de turistas ya que sus gobiernos mejoraron la infraestructura de las ciudades, sobre todo en Dubái en los EAU donde los turistas crecen a casi 10 % anual.
| N.º | País   | PIB (PPA) per cápita, 2006 en dólares internacionales (PPP-Dólares) | PIB (PPA) per cápita, 2007 (estimado) en dólares internacionales (PPP-Dólares) | PIB (PPA) per cápita, 2008 (estimado) en dólares internacionales (PPP-Dólares) |
| 10  | Catar  | 36.632                                                              | 38.672                                                                         | 40.458                                                                         |
| 17  | EAU    | 34.109                                                              | 35.516                                                                         | 36.296                                                                         |
| 37  | Kuwait | 20.886                                                              | 21.418                                                                         | 22.063                                                                         |

## Cultura

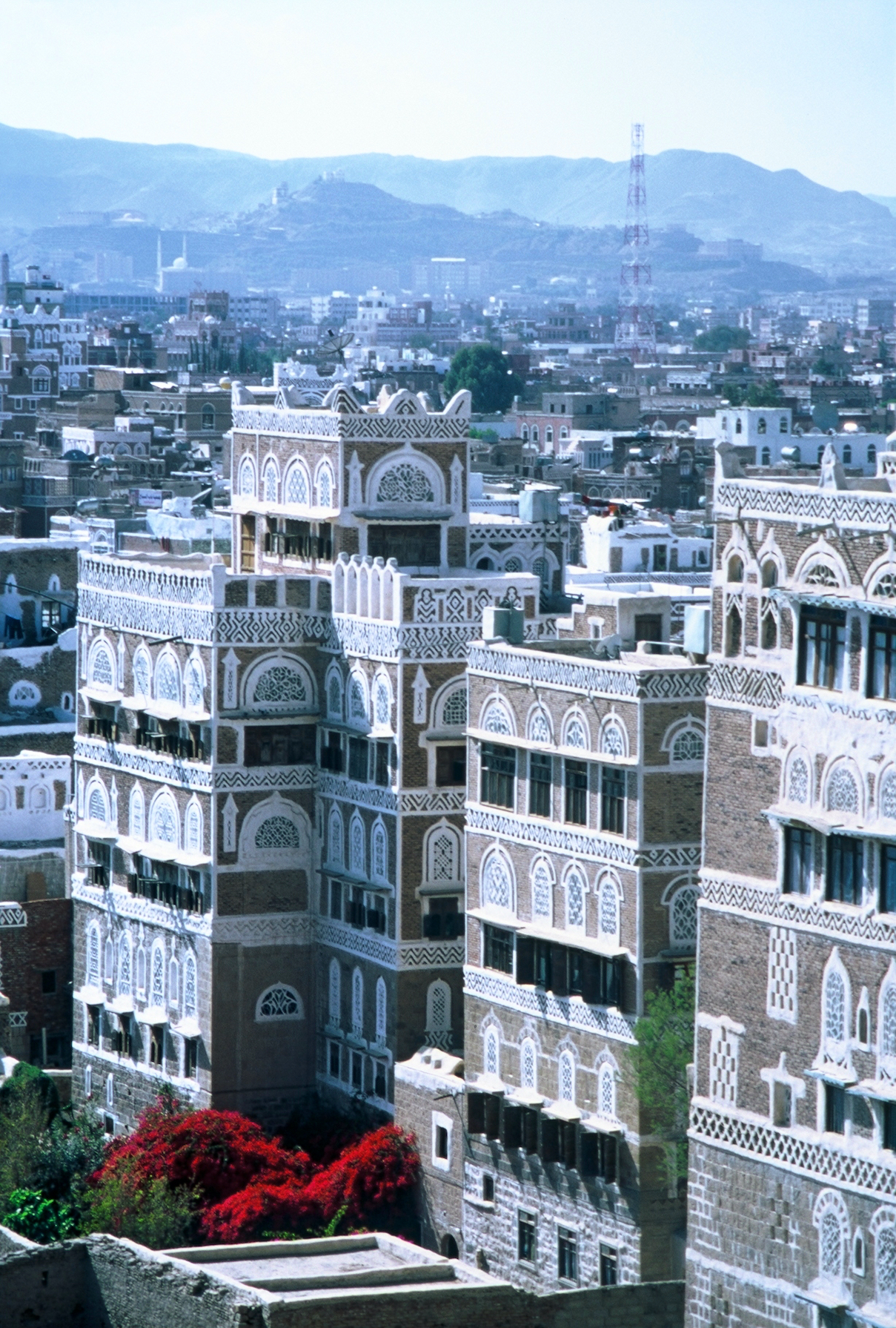
Saná, capital de Yemen, designada Patrimonio de la Humanidad por su arquitectura.

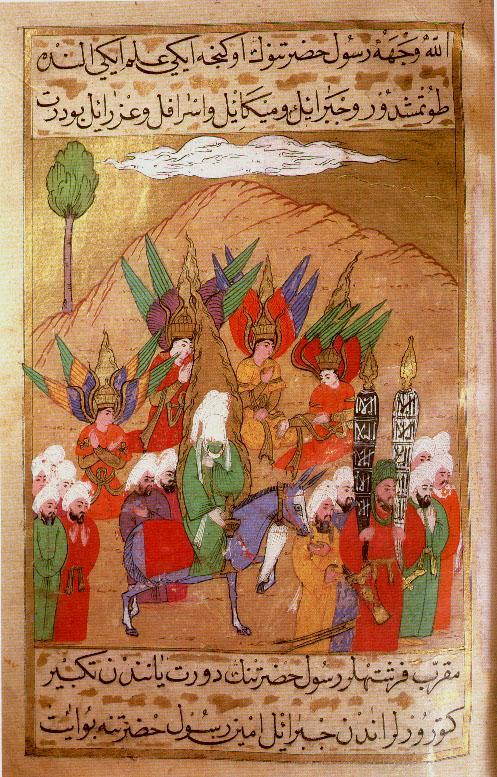
Mahoma en peregrinación a La Meca en el Siyer-i Nebi.

### Ciencia y tecnología
A diferencia del resto del mundo árabe que le circunda, las aportaciones de Israel a la ciencia y a la tecnología han sido muy significativas. Cuatro israelíes han ganado el Premio Nobel en Ciencias. Los biólogos Avram Hershko y Aarón Ciechanover del Technion compartieron el Nobel de Química en 2004. El psicólogo americano-israelí Daniel Kahneman ganó en 2002 el Premio en Ciencias Económicas en memoria de Alfred Nobel. En 2005 Robert Aumann, de la Universidad Hebrea de Jerusalén, también ganó el Premio en Ciencias Económicas en memoria de Alfred Nobel.
Israel es también la nación que produce más publicaciones científicas per cápita —109 por cada 10 000 personas— y ocupa el tercer puesto en gasto en Investigación y Desarrollo.

### Literatura
El mundo árabe en su conjunto publica menos libros que Turquía. Y los gastos destinados a cubrir las investigaciones científicas son sólo una mínima parte de los que se destinan para la misma causa en los países desarrollados.
John Leyne, «Millones para educación en M. Oriente», BBC, Jordania

Existe un abismo entre los países más occidentalizados, con gran publicación de libros, como Irán, Turquía, Israel y Líbano, y los más conservadores, donde la producción editorial es mínima. Todos los países de la región producen menos libros que Luxemburgo, salvo los anteriormente mencionados y Arabia Saudí. Algunos, como Omán, Yemen y Baréin, publican menos de 50 libros al año.
Los únicos Premios Nobel de Literatura de Oriente Próximo han sido el israelí Shmuel Yosef Agnón (1888–1970) en 1966, el egipcio Naguib Mahfuz (1911–2006) en 1988, y el turco Orhan Pamuk, nacido en Estambul en 1952 y que fue procesado por mencionar el Genocidio armenio. Sin embargo, hay varios escritores destacados, como el iraquí Jabbar Yassin Hussin, los israelíes Yehuda Amijai y Amos Oz y los libaneses Amin Maalouf y Gibran Khalil Gibran.

### Artes plásticas y arquitectura
- La pintura en el Antiguo Egipto
- La pintura en Mesopotamia y Persia
- Arte islámico

### Danza
La Raks Sharki رقص شرقي ('Baile de la odalisca') llamada danza árabe o danza del vientre, es una de las más antiguas del mundo. Sus orígenes exactos son inciertos, pero combina elementos dancísticos de Oriente Próximo y del norte de África. El dabke siriopalestino y los bailes de los derviches turcos son así mismo populares fuera de sus países.